# Courcerault
Courcerault är en kommun i departementet Orne i regionen Normandie i nordvästra Frankrike. Kommunen ligger i kantonen Nocé som tillhör arrondissementet Mortagne-au-Perche. År 2013 hade Courcerault 163 invånare.

## Befolkningsutveckling
Antalet invånare i kommunen Courcerault
| Referens: INSEE |